# Perirhoe
Perirhoe is een geslacht van weekdieren uit de klasse van de Gastropoda (slakken).

## Soorten
- Perirhoe circumcincta (Deshayes, 1857)
- Perirhoe eburnea (Hinds, 1844)
- Perirhoe valentinae (Aubry, 1999)